# Mètrocles
Metrocles (grec antic: Μητροκλῆς, llatí: Metrocles) fou un filòsof grec que va viure als segles IV i III aC. Era nadiu de Maronea i germà de la filòsofa Hipàrquia.
Fou deixeble de Teofrast i després de Crates, de qui va aprendre la filosofia dels cínics. Era molt hàbil i va viure fins edat avançada. Va escriure diversos llibres que, segons Hecató a la seva obra Χρείαι, al final va cremar, però altres autors diuen que només va cremar les lliçons que li havia donat Teofrast.
Mètrocles deia que hi ha coses que es compren amb diners, com ara una casa, però n'hi ha d'altres que només amb temps i dedicació, com l'educació.